# Horizon Hospitality Holdings
Horizon Hospitality Holdings是長江實業地產旗下的公司，在香港持有4間酒店，包括馬鞍山海澄軒海景酒店、紅磡灣海灣軒海景酒店、紅磡灣海韻軒海景酒店及葵涌雍澄軒酒店，合共擁有4,833間套房。
2012年10月，長江實業及和記黃埔宣布計劃以商業信託形式分拆酒店套房業務上市，在上市後保留少於30%的股權。Horizon Hospitality Investments及Horizon Hospitality (Holdings)會以合訂股份的形式上市。有關上市計劃會集資5至8億美元。2012年11月，長江實業宣布推遲分拆Horizon Hospitality的計劃。
2013年1月，旗下的雍澄軒酒店被拆售。

## 外部連結
- Horizon Hotels & Suites（页面存档备份，存于）